# 손수조
손수조(孫受祚, 1985년 4월 8일 ~ )는 대한민국의 정당인이다.

## 학력
- 1998년 부산삼덕초등학교 졸업
- 2001년 덕포여자중학교 졸업
- 2004년 주례여자고등학교 졸업
- 2008년 이화여자대학교 국어국문학 학사 (방송영상학 부전공)

## 생애
2012년 대한민국의 제19대 총선에서 부산광역시 사상구에서 새누리당의 후보로 출마하였다. 19대 총선에서 낙선했다.
2012년 7월 30일부터 새누리당의 중앙미래세대위원회 위원장으로 활동하고 있다. 2013년 1월에는 제18대 대통령직 인수위원회에서 청년특별위원회 위원으로 활동하였고, 6월부터는 청년위원회 위원으로 활동하고 있다.
2016년 대한민국의 제20대 총선에서도 여성 우선추천지역으로 사상구 새누리당의 후보로 다시 출마하였으나, 3위로 낙선하였다.
그 후에는 정계를 떠났으며, 결혼하여 슬하에 1남 1녀를 두고 있다. 정치 활동으로 많은 재산을 소모한 뒤 여러 일을 하다가 경기북부 의정부시·양주시·동두천시 권역에서 장례지도사로 일하게 되었으며, 2023년 그중 동두천시에 정착해 동두천시·연천군 출마를 준비했다. 
인구 미달로 선거구가 재조정되는 안이 나오고, 특정한 안으로 확정되지 않은 상태가 지속되자 조속한 확정을 촉구했다.

### 제19대 총선부터 박근혜 정부 활동 내역(2012년 4월∼ 2016년 2월까지)
2012년 총선 당시 박근혜 비상대책위원장과 공천위원회의 강력한 지지에 힘입어 사상구 새누리당 후보로 공천이 되었다. 당시 박근혜 비상대책위원장의 각별한 애정으로 인해 많은 해프닝이 있었고 특히 2012년 3월 13일 박근혜 비상대책위원장과 함께 SUV자동차 선루프 밖으로 몸을 내밀어 지지자들에게 손을 흔드는 우발적인 상황이 벌어져 논란이 있었으나 선거관리위원회는 선거법 위반은 아니라고 해석하기도 하였다.
19대 총선 결과 18대 대선의 유력한 야당후보인 문재인 후보 (55.04%)에게 손수조 후보(43.75%)는 패하였으나, 그 뒤에도 새누리당 사상구 당원협의회 위원장을 맡아 18대 대선 후보였던 박근혜 후보의 지지연설 출연 및 각종 방송 출연을 통하여 박근혜 후보를 지원했다. 박근혜 정부 출범을 위한 대통령직 인수위원회에서는 민간위원으로 활동하였으며 박근혜 정부 수립 후에는 제 1, 2기 청년위원회 위원을 역임을 하는 등 박근혜 정부의 대표적인 청년 박근혜 키즈로 불리고 있다.

## 경력
- 2012년 : 샛별야학 교사 역임
- 2012년 : 박근혜 대통령후보 찬조연설
- 새누리당 상임위원
- 2012년 4월 ~ 2016년 7월 : 새누리당 사상구 당원협의회 운영위원장
- 2012년 7월 ~ 2013년 12월 : 제1기 새누리당 중앙미래세대위원회 위원장
- 2013년 1월 ~ 2월 : 제18대 대통령직인수위원회 청년특별위원회 위원
- 2013년 6월 : 청년위원회 청년발전분과위원회 위원장
- 2014년 7월 : 청년위원회 복지통일분과위원회 위원
- 자유한국당 당무위원
- 170V캠프 대변인
- 2025년 4월~2025년 5월: 국민의힘 김문수 제21대 대통령 선거 경선후보 문수 대통 김문수 승리캠프 미디어대변인

## 역대 선거 결과
|  | 43.76% |

|  | 26.62% |

## 손수조를 연기한 배우들
- 롤러코스터2 - 양유진